# 山口有希
山口 有希（やまぐち ゆうき、1984年2月22日 - ）は、日本の陸上競技選手で、400mの日本ジュニア記録保持者。京都府舞鶴市生まれ、身長174cm、体重63kg。

## 経歴
舞鶴市立明倫小学校、舞鶴市立城北中学校、洛南高等学校、東海大学を卒業。舞鶴市立明倫小学校の同級生には、のちに女子重量挙げで北京オリンピックに出場する齋藤里香がいた。東海大学在学中の2004年にはアテネオリンピックに出場し、マイルリレーで4位となった。バスケットボール選手の竹内譲次は高校・大学の1年後輩に当たる。2006年に大阪ガスに入社。2012年9月の全日本実業団陸上を最後に第一線からの引退を表明した。
2016年4月には地元舞鶴市にある京都府立東舞鶴高等学校の教諭となり、同校の陸上部顧問を務める。

## 主な成績

### 400メートル
- 2002年 世界ジュニア選手権 予選1組5着 (47秒74)
- 2002年 アジアジュニア選手権 優勝 (47秒11)
- 2003年 日本選手権 4位 (46秒10)
- 2003年 アジア選手権 3位 (46秒18)
- 2004年 日本選手権 準優勝 (45秒72)
- 2004年 オリンピック 予選7組5着 (46秒16)
- 2005年 ユニバーシアード 3位 (46秒15)
- 2005年 アジア選手権 5位 (46秒65)
- 2006年 日本選手権 準優勝 (45秒89)
- 2006年 アジア大会 6位 (47秒13)
- 2007年 日本選手権 3位 (46秒41)
- 2007年 世界選手権 予選6組6着 (46秒28)

### マイルリレー
- 2002年 世界ジュニア 3位 (3分05秒80　3走) ジュニアアジア新
- 2002年 アジアジュニア 優勝 (3分07秒51　1走)
- 2003年 世界選手権 7位 (3分03秒15　1走)
- 2003年 アジア選手権 準優勝 (3分03秒59　1走)
- 2004年 オリンピック 4位 (3分00秒99　1走)
- 2005年 ユニバーシアード 準優勝 (3分03秒20　1走) 日本学生新（混成）
- 2005年 アジア選手権 優勝 (3分03秒51　1走)
- 2005年 東アジア大会 優勝 (3分07秒70　1走)
- 2007年 世界選手権 予選2組4着 (3分02秒76　1走)

## 自己記録
- 100m - 10秒66 (2006年)
- 200m - 21秒15 (2006年)
- 400m - 45秒18 (2003年・日本ジュニア記録)